# ماتياس بروكرز
ماتياس بروكرز (بالألمانية: Mathias Bröckers)‏ (ولد في 26 يونيو 1954) كاتب وصحفي ألماني ومحرر منذ فترة طويلة في صحيفة برلين «تاز». وهو معروف على نطاق واسع بكتاباته التي تلقي بظلال الشك على النسخة المقبولة بشكل عام من الأحداث المتعلقة بتدمير مركز التجارة العالمي في 11 سبتمبر 2001.
كتب لأول مرة عن هذا الموضوع في 13 سبتمبر 2001، طبعة من المجلة الإلكترونية Telepolis  ونشر لاحقًا كتابين حول الموضوع.
ذكر بروكرز أن الرأي الإجماعي الذي عبرت عنه وسائل الإعلام بأن بن لادن هو المسؤول جعله يشعر بالريبة: «على الرغم من أنه كان أكبر تحقيق للشرطة على الإطلاق... بعد مرور عام على الهجمات، تم جمع الأدلة ضد أولئك الذين يُزعم أنهم دبروها، لا يأتي أسامة بن لادن وجماعته الإرهابية «القاعدة» أكثر مما فعلته بعد ساعات قليلة فقط: لا شيء عملياً».  لا يقبل بروكرز أن تنظيم القاعدة وأسامة بن لادن خططوا ونفذوا هجمات 11 سبتمبر.
بروكرز كاتب قديم في نظريات المؤامرة كان يعمل على كتاب عن نظريات المؤامرة قبل هجمات 11 سبتمبر. كمعجب ومترجم لعمل الروائي روبرت ويلسون، المؤلف المشارك لكتاب ثلاثية إلوميناتوس.

## روابط خارجية
- «كتب نظرية المؤامرة في 11 سبتمبر تسيطر على الجدل في معرض فرانكفورت للكتاب»
- موقع برويكرز
- مدونة برويكرز
- الترجمة الإنجليزية لسيرة حياته